# ASTOR Film Lounge HafenCity

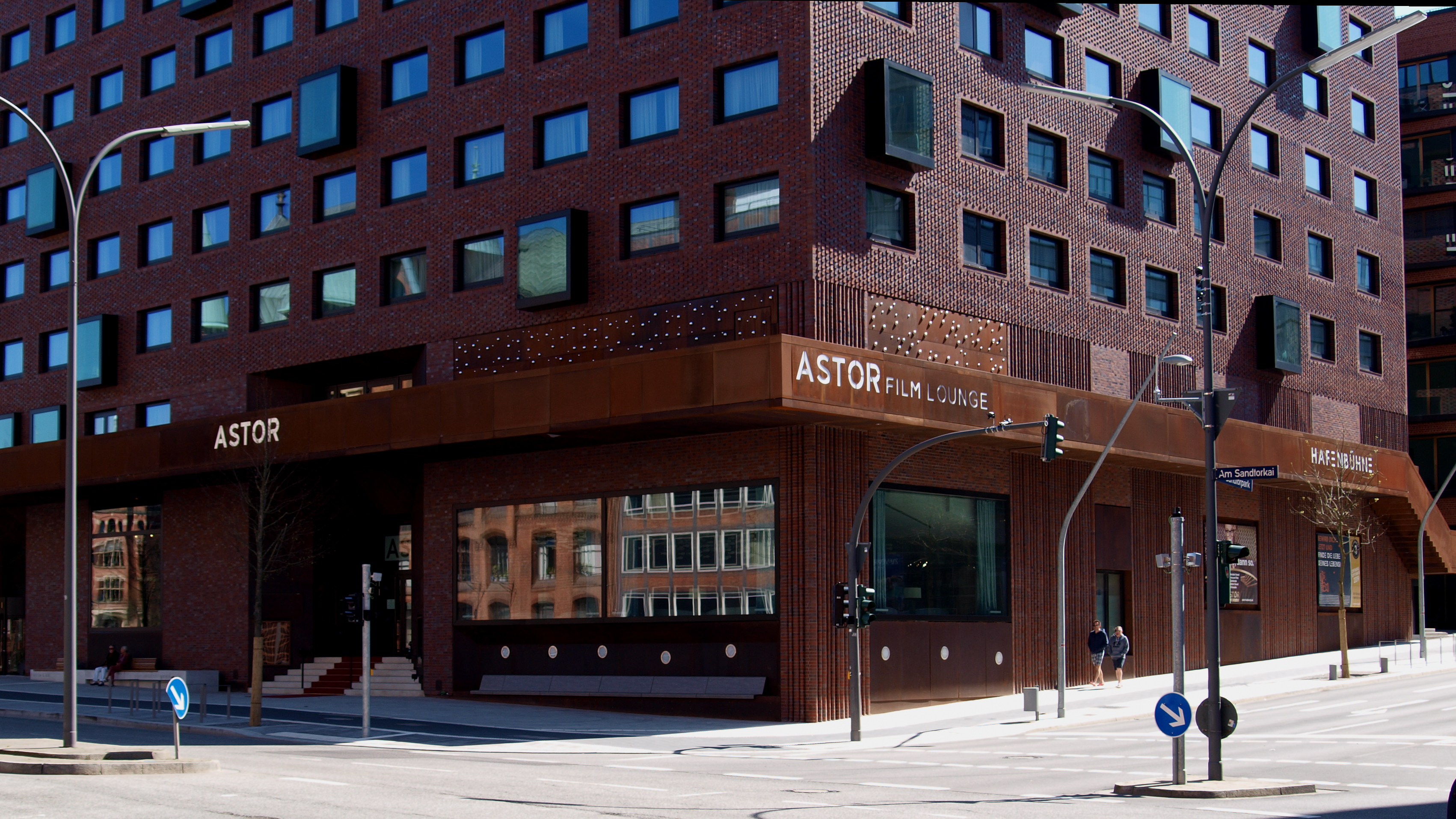
Außenansicht des ASTOR Film Lounge HafenCity

Das ASTOR Film Lounge HafenCity ist ein Kino am Sandtorkai, Ecke Am Sandtorpark, im Hamburger Stadtteil HafenCity. Das im Premiumsegment angesiedelte Kino ist das erste Kino in der neu entstandenen HafenCity. Es verfügt über drei Vorführsäle mit insgesamt 419 Sitzplätzen.
Programmschwerpunkte sind Erstaufführungen, Filmklassiker und anspruchsvolle Filme. Daneben werden Übertragungen aus Theatern oder Opernhäusern wie der Metropolitan Opera New York aufgeführt.

## Geschichte
Im Zuge der Umnutzung großer Teile der Hamburger Hafenanlagen am Grasbrook zur HafenCity wurde das ASTOR von Kinobetreiber Hans-Joachim Flebbe im November 2018 in einem Gebäudekomplex mit Tiefgarage, einem Hotel, Büros, Wohnungen und Gastronomie eröffnet. Dem Umfeld entsprechend wurde das Kino im Luxussegment platziert. Zusammen mit dem Savoy Filmtheater in Hamburg betreibt Flebbe weitere Premiumkinos in Berlin, Braunschweig, Frankfurt am Main, Hannover, Köln und München.

## Technische Ausstattung
Alle Vorführsäle sind mit verstellbaren Liegesesseln ausgestattet. Das Kino bietet Platzbedienung während der Werbung vor den Vorstellungen und verfügt über Tiefgaragenparkplätze im Haus. Die drei Kinosäle des ASTOR bieten 231 Sitzplätze im ASTOR 1, 115 im ASTOR 2 und 73 im CLUB. Die Vorführtechnik in den Sälen 1 und 2 besteht aus 3D-fähigen NEC NC2041 4K-Laser-Videoprojektoren, mit Doremi IMB-Servern. Im CLUB ist ein 3D-fähiger, 2K NEC NC1700 Projektor im Einsatz. Als Tonsysteme kommen in allen Sälen Dolby Atmos und Dolby PC850 zum Einsatz.